# 经导管主动脉瓣置入术
经导管主动脉瓣置入术（transcatheter aortic valve implantation，TAVI）又称经皮主动脉瓣植入术，是通过介入导管技术将人工主动脉瓣膜送至主动脉根部并释放固定，以替代病变主动脉瓣功能的微创治疗技术。此置入人工瓣膜的技术并不涉及摘除自体主动脉瓣，新瓣膜被设计成能够展开并固定在原有的主动脉瓣的瓣叶上，称为瓣中瓣（valve-in-valve）技术。
一般的方法是将置换的瓣膜经腹股沟处的股动脉导管，向上达到升主动脉。这一技术取代了更具创伤性的开胸手术。两者的术后生存率相持平，但是经导管术的中风风险更高。
早在2002年，经导管术就在欧洲开始发展。这一技术对于提高罹患严重主动脉狭窄患者的心功能有显著成效。此项技术在美国仍处于临床试验阶段，仍未被FDA所批准。
在合并严重主动脉狭窄的高危患者中，经导管术与外科主动脉瓣置换术在术后1年生存率上相近，虽然两者操作的风险大不相同。经导管术相比外科手术有更高的中风风险（5.5% vs 2.4% 术后30天; 8.3% vs 4.3% 术后一年）。
在2010年，美国对于358名患者的临床试验显示，经导管术后的1年生存率比外科手术高20%（50.7% vs 30.7%），其死亡率或再次入院率也较外科手术低（42.5% vs 71.6%）。这项技术称作经导管主动脉瓣植入术（TAVI），植入的是牛心包来源的心脏瓣膜。

## 人工瓣膜
在欧洲，市场上有两种主流设备获得了欧盟CE标志认证，可供医生选择植入适合的患者中。
- 自膨胀式瓣膜[9]（self-expanding valve）：由猪心包来源的生物瓣膜附着于自膨胀镍钛合金支架而制成，该瓣膜只能逆行经股动脉路径置入，对于存在此路径严重血管闭塞性疾病患者，可考虑经左腋动脉或锁骨下动脉。如：CoreValve Revalving 生物瓣。
- 球囊扩张式瓣膜[10]（balloon-expandable valve）：由牛心包来源的生物瓣膜附着于可膨胀金属支架，该瓣膜可前向经静脉、逆向经股动脉和经心尖途径置入。如：Edwards SAPIEN 生物瓣。

## 更多内容
- van Herwerden L, Serruys P. . Eur Heart J. 2002, 23 (18): 1415–6. PMID 12208220. doi:10.1053/euhj.2002.3305.

- de Jaegere, Peter; Arie Pieter Kappetein; Marco Knook; Ben Ilmer; Dries van der Woerd; Yvon Deryck; Marjo de Ronde; Ricardo Boks; G. Sianos; Jurgen Ligthart; Jean-Claude Laborde; Ad Bogers; Patrick W. Serruys. . EuroInterv 2006: 1:475–479.   [2006-10-18]. （原始内容存档于2007-09-28）.